# Estany de l'Ànec
L'Estany de l'Ànec és un estany situat a 2.238,6 m alt del terme comunal de Formiguera, a la comarca del Capcir, de la Catalunya del Nord. Està situat a l'extrem sud-occidental del terme de Formiguera, 